# Peter Mörlin
Peter Mörlin, född 17 augusti 1984, är en svensk skådespelare.
Mörlin är utbildad vid Stockholms dramatiska högskola. Han har bland annat medverkat i andra säsongen av TV-serien Jägarna. Han har även medverkat i filmerna Viking Saga: Rune of the Dead och Ur mörkret där han spelar en av i huvudrollerna.

## Filmografi (i urval)
- 2019 – Viking Saga: Rune of the Dead
- 2021 – Jägarna (TV-serie)
- 2024 – Ur mörkret